# Uwe Freimuth
Uwe Freimuth (* 10. September 1961 in Rathenow, Bezirk Potsdam, DDR) ist ein ehemaliger deutscher Leichtathlet und heutiger Sportwissenschaftler. Er hielt mit 8792 Punkten den DDR-Rekord im Zehnkampf.

## Leben
Uwe Freimuth begann in der zweiten Schulklasse (1969/70) gemeinsam mit seinem Zwillingsbruder Jörg Freimuth bei der BSG Einheit Rathenow mit der Leichtathletik. 1974 wurden beide an die Kinder- und Jugendsportschule in Brandenburg (Havel) delegiert, die 1978 nach Potsdam umzog. Hier wurde er Mitglied des ASK Vorwärts Potsdam.
Bei den Weltmeisterschaften 1983 erzielte er 8433 Punkte (8469 Punkte nach heutiger Wertung) und belegte Platz vier mit 45 Punkten Rückstand auf den drittplatzierten Siegfried Wentz. Im Juli 1984 stellte er bei einem Zehnkampf in Potsdam den DDR-Rekord auf. 1986 bei den Europameisterschaften in Stuttgart wurde er mit 8197 Punkten Sechster. In Seoul bei den Olympischen Spielen 1988 belegte er mit 7860 Punkten den 18. Platz. 
Uwe Freimuth war DDR-Meister im Zehnkampf in den Jahren 1984, 1985, 1986 und 1988. Nach den Olympischen Spielen 1988 beendete er seine aktive Laufbahn. Insgesamt erreichte er in 24 Wettkämpfen mehr als 8000 Punkte.
Bei einer Körpergröße von 1,91 m betrug sein Wettkampfgewicht 92 kg. In den nach der Wende öffentlich gewordenen Unterlagen zum Staatsdoping in der DDR fand sich bei den gedopten Sportlern auch der Name von Freimuth.
Ab 1981 studierte Uwe Freimuth Sport an der Deutschen Hochschule für Körperkultur (DHfK) in Leipzig und promovierte später. Nach seiner aktiven Laufbahn war er unter anderem Nationaltrainer in Malaysia und Landestrainer in Bayern. Er war wissenschaftlicher Mitarbeiter am Sportzentrum der Julius-Maximilians-Universität Würzburg bis Ende des Sommersemesters 2007. Ab Oktober 2007 leitete er die Entwicklungsabteilung des malaysischen Sportinstitutes in Kuala Lumpur. Von 2007 bis 2008 entwickelte er ein neues Online-System für Trainingsanalysen. Von Oktober 2009–2011 leitete Freimuth, im Auftrage des DOSB und Auswärtigen Amtes, als Sportdirektor des vietnamesischen Leichtathletik-Verbandes ein Langzeitprojekt in Hanoi. Seit September 2013 lehrt Freimuth, als Professor für Sport und Event Management, an der University of Applied Sciences Europe in Berlin und Hamburg.
Sein Zwillingsbruder Jörg Freimuth gewann 1980 Olympiabronze im Hochsprung. Uwe Freimuth war zeitweise mit Anke Tröger, Junioren-Europameisterin 1981 im Siebenkampf, verheiratet, mit der er die Zwillinge Hanno und Rico Freimuth hat. Hanno gehörte zeitweise der Junioren-Nationalmannschaft im Basketball an, während Rico als Zehnkämpfer in die Fußstapfen des Vaters trat.
Bei der brandenburgischen Landtagswahl 2024 tritt er für die Partei die Linke als Direktkandidat im Wahlkreis Ostprignitz-Ruppin III/Havelland III an.
Uwe Freimuth wohnt seit etwa 2018 wieder in Rathenow.

## Bestleistungen
- 100 Meter: 11,01 s (1981)
- Weitsprung: 7,79 m (1983)
- Kugelstoßen: 16,42 m (1984)
- Hochsprung: 2,15 m (1981)
- 400 Meter: 48,17 s (1983)
- 110 Meter Hürden: 14,54 s (1983)
- Diskuswurf: 51,54 m (1984)
- Stabhochsprung: 5,15 m (1984)
- Speerwurf: 73,02 m (1984), 64,78 m mit dem neuen Speer (1986)
- 1500 Meter: 4:23,25 min (1984)
- Zehnkampf: 8792 Punkte (1984)